# Kínai sárgafa
A kínai sárgafa (Maackia hupehensis) a zárvatermők (Magnoliophyta) törzsébe, a hüvelyesek (Fabales) rendjébe, a pillangósvirágúak (Fabaceae) családjába, azon belül a bükkönyformák (Faboideae) alcsaládjába és a Maackia nemzetségébe tartozó növényfaj.

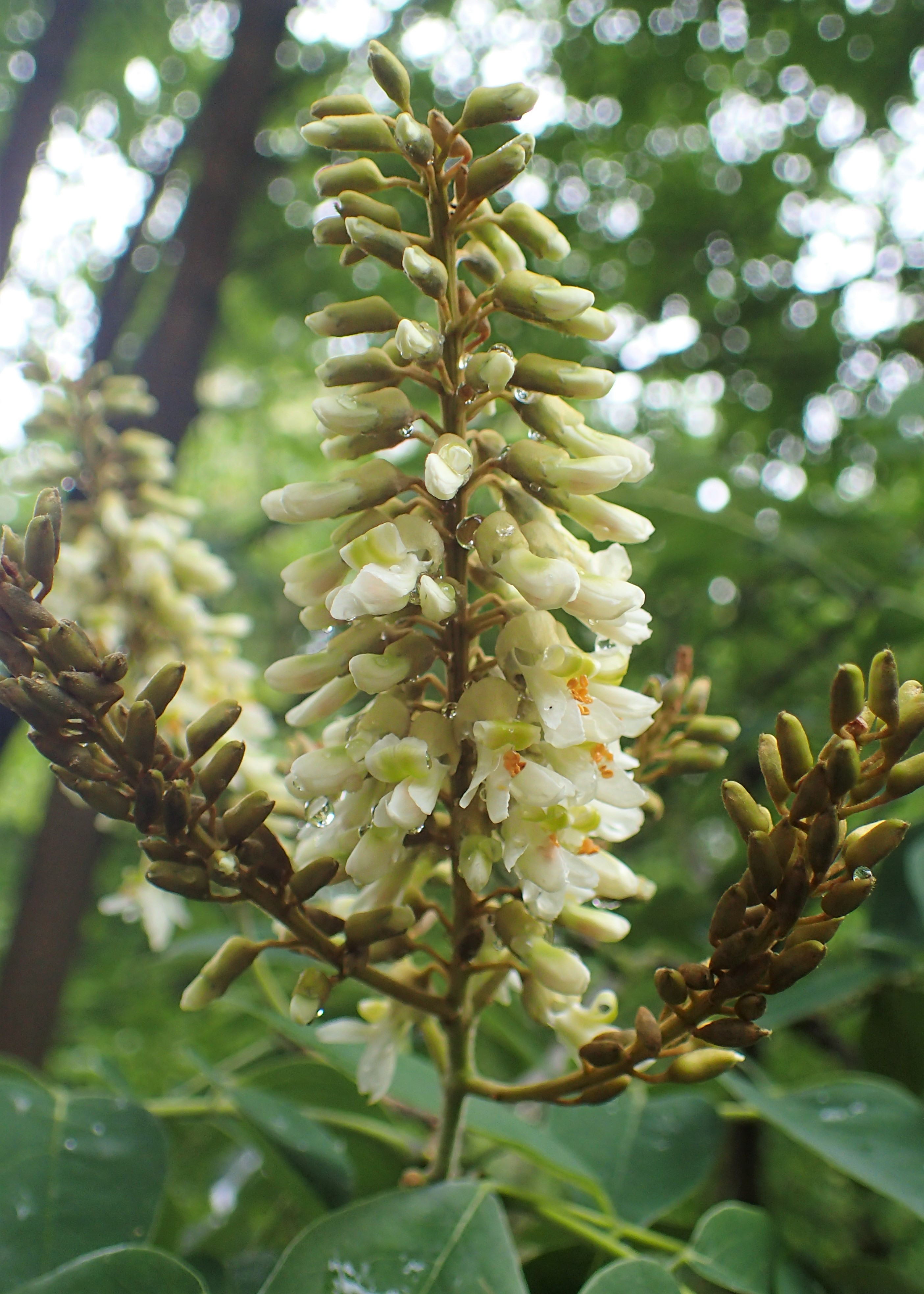
Hajtásvégi, felálló, csomós virágjai

## Leírása

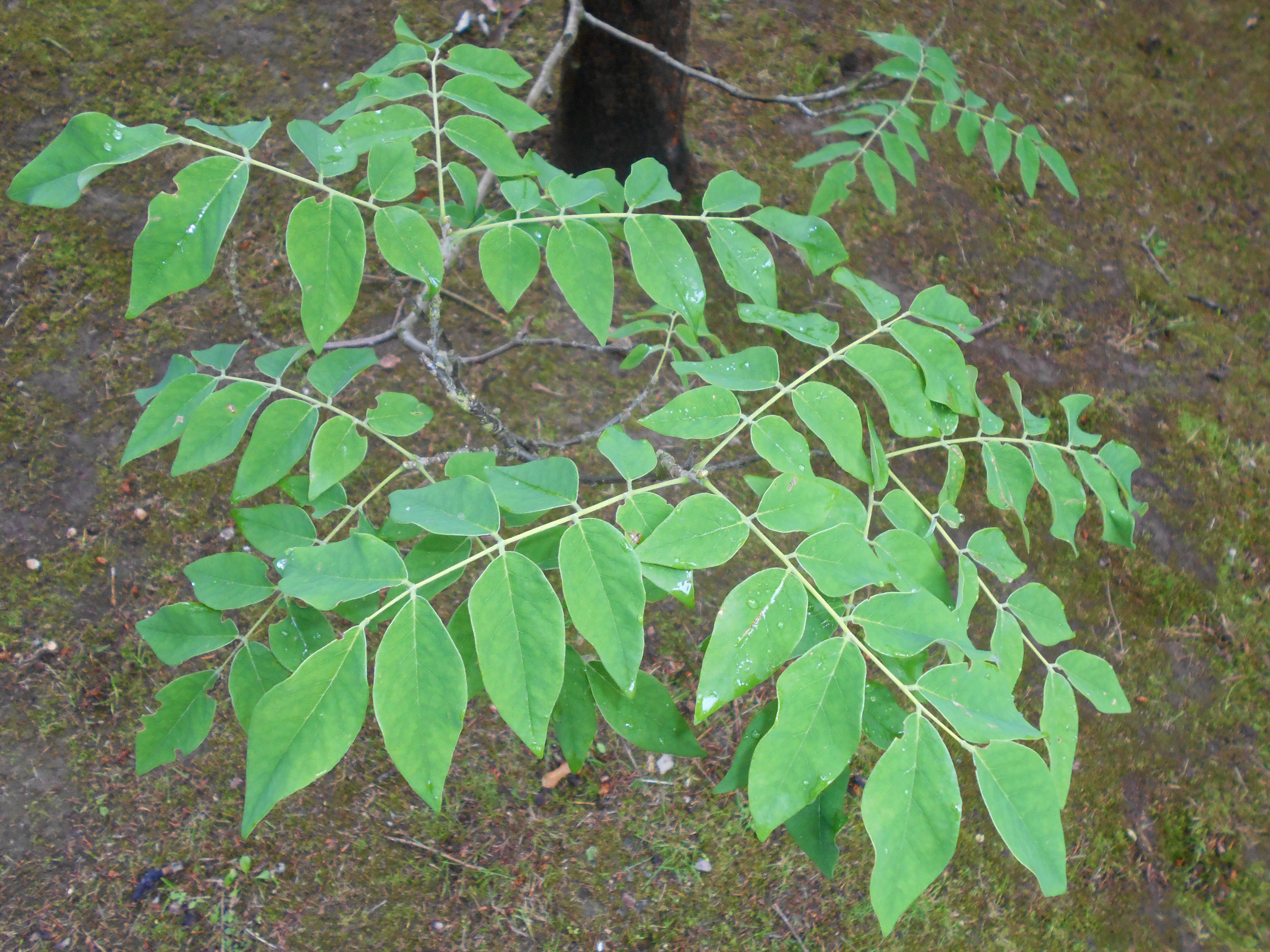
Molyhos fonákú, szárnyalt levélkékből álló ágai

### Megjelenése
Levelei szárnyaltak, tojásdadok és körülbelül 20 cm-esek, hasonlóak a fehér akácok leveleire. A faágak 2 cm széles levélkékből összetettek, amiből legfeljebb 13 darab nőhet egy ágon. A levélkék felszíne zöld, fonákjuk molyhos. Lombfakadáskor ezüstösen hamvasak. Kérge szürkésbarna árnyalatú, feltűnő paraszemölcsökkel ellátva. Fehér virágai pillangósak és 1 cm-esek. A virágzat a hajtásvégi, felálló, tömött csomókban nő és nyár elején nyílnak. A kínai sárgafa 4 évesen kezd virágozni. Termése hüvelyes, 5-8 cm hosszú. Lelógó termései zöldek, de ősz végén átváltoztatják színüket sárgára. A növény maximális magassága 4 méter, azonban nem túl gyorsan növekszik.

### Élőhelye
Nevéhez hívően Délnyugat-Kínából származik, de Dél- és Közép-Kínában is látható. Magashegységi erdők és cserjések lakója. A jó termőtalajt, a teljes napsütést kedveli.

### Megjegyzés
A kínai sárgafa nagy becsben tartott dísznövény. A sárgafákkal (Cladrastis) való rokon nemzetség képviselője, felálló virágzata alapján különböztethető meg azoktól.

### Története
1907-ben Ernest Wilson bevezette a kínai sárgafát a termesztésbe a Kínában gyűjtött magokból.